# Jaime Ortiz Patiño
Jaime „Jimmy” Ortiz Patiño (ur. 20 czerwca 1930 w Paryżu, zm. 3 stycznia 2013 w Marbelli) – urodzony we Francji hiszpański przemysłowiec i kolekcjoner, który stał się ważną postacią w europejskim golfie i brydżu.
Jego rodzice byli Boliwijczykami, a dziadek Simón Iturri Patiño był górniczym magnatem uważanym za jednego z pięciu najbogatszych ludzi na świecie podczas II wojny światowej. W 1984 roku Patiño nabył Valderrama Golf Club, gdzie w 1997 odbył się 32. Ryder Cup, pierwszy raz organizowany poza Wielką Brytanią. Patiño zgromadził kilka wartościowych kolekcji, w tym zbiór rzadkich golfowych memorabiliów, które zostały sprzedane w Londynie w domu aukcyjnym Christie w 2012 roku.